# Frédégonde
Frédégonde ist eine Oper (Originalbezeichnung: „Drame lyrique“) in fünf Akten von Ernest Guiraud (Musik) mit einem Libretto von Louis Gallet nach einer Episode aus den Récits des temps mérovingiens von Augustin Thierry. Da Guiraud die Komposition vor seinem Tod im Jahr 1892 nicht fertigstellte, wurde sie von seinem Freund Camille Saint-Saëns komplettiert, der die Instrumentierung der ersten drei Akte Guirauds Schüler Paul Dukas anvertraute. Die Uraufführung fand am 18. Dezember 1895 an der Pariser Oper statt.

## Handlung

### Kurzfassung
Erster Akt. Das austrasische Volk und der Poet Fortunatus feiern ihre Königin Brunhilda. Diese sehnt sich nach Rache an den Mördern ihrer Schwester, dem neustrischen König Hilpéric und seiner Frau Frédégonde. Diese beiden dringen jedoch mit ihren Leuten in den Palast ein und reißen die Macht an sich. Brunhilda wird zu einem Leben im Kloster verurteilt. Mérowig, Hilpérics Sohn aus erster Ehe, soll sie dorthin geleiten.
Zweiter Akt. Mérowig zögert mit der Abreise. Er hat sich in seine Tante Brunhilda verliebt. Beide fürchten den Zorn Frédégondes.
Dritter Akt. Mérowig und Brunhilda haben ihre Anhänger um sich versammelt, um die Macht zurückzuerobern. Sie lassen sich von Bischof Prétextat trauen.
Vierter Akt. Nachdem die von Landéric geführte neustrische Armee Mérowigs und Brunhildas Truppen geschlagen hat, ist das Paar in das Asyl der Kirche von Saint-Martin geflohen. Hilpéric schwört Frédégonde, seinen Sohn zugunsten ihrer Söhne von der Thronfolge auszuschließen und streng zu strafen.
Fünfter Akt. Unter dem Vorwand, Friedensgespräche führen zu wollen, überredet Hilpéric Mérowig, sich ihm auszuliefern. Er wird auf Veranlassung Frédégondes zu ewiger Verbannung verurteilt. Nicht einmal der von Prétextat über die Ankläger verhängte Kirchenbann kann dies verhindern. Verzweifelt tötet Mérowig sich selbst. Frédégonde hat ihr Ziel erreicht.

### Erster Akt

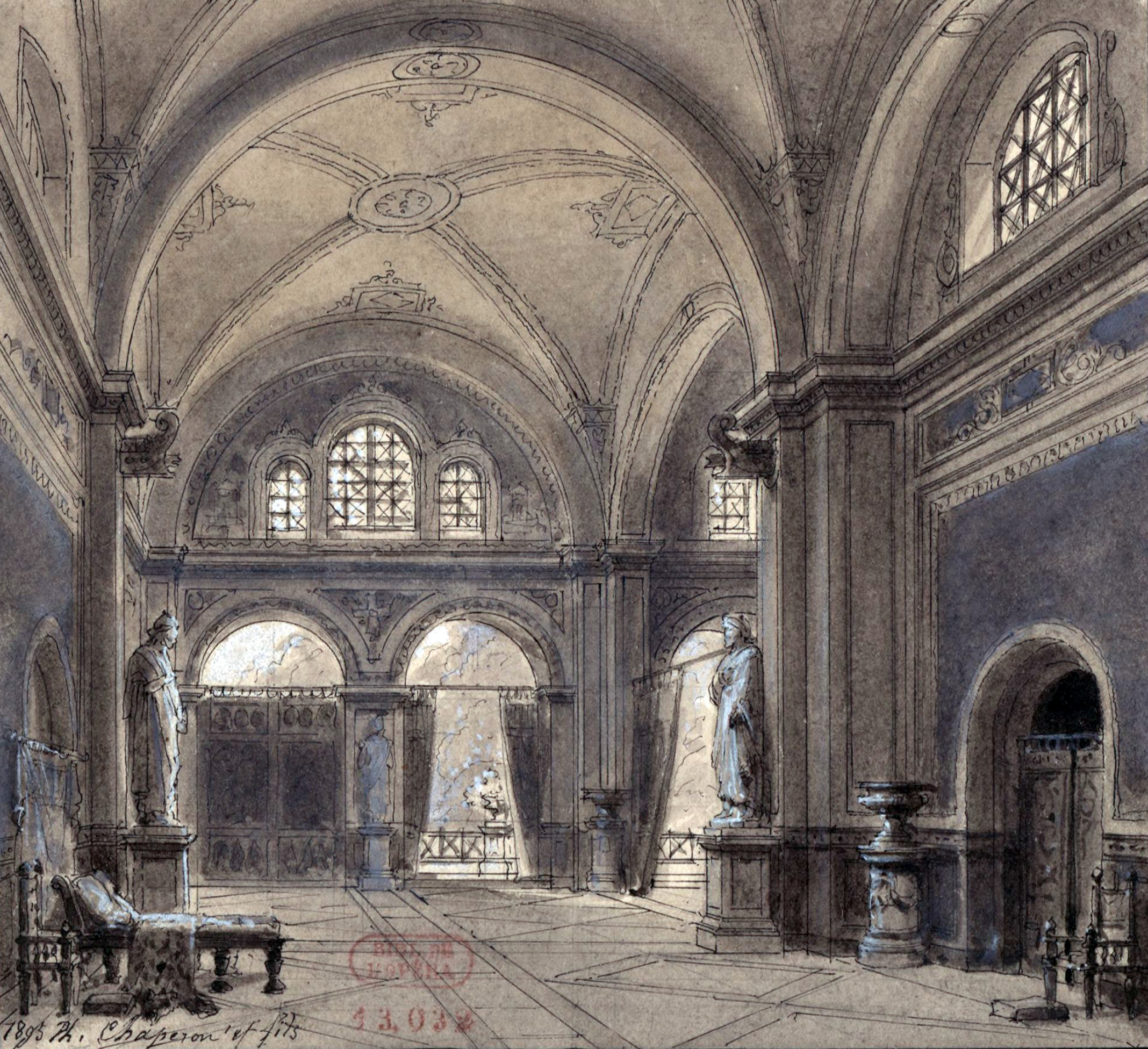
Bühnenbild des ersten Akts. Philippe und Émile Chaperon, 1895

Paris, großer gallorömischer Saal im Palais-des-Thermes mit bemalten Wänden und Säulen und orientalischen und spanischer Einrichtung; im Hintergrund die Gärten
Szene 1. Eine große Menschenmenge in unterschiedlicher Kleidung, darunter austrasische Leudes, gotische Seigneurs und gallorömische Edelleute, preist Brunhilda, die neue Königin Austrasiens (Chor: „Brunhilda va venir“). Unter den Feiernden befindet sich auch der reich und elegant gekleidete Poet Fortunatus (Fortunatus: „Jamais souveraine ni femme“), den die Menge um ein Lobgedicht bittet.
Szene 2. Brunhilda erscheint und wird feierlich empfangen. Sie hört sich Fortunatus’ schmeichelndes Gedicht („L’amour a dit à sa mère“) mit Wohlwollen an („Fortunatus est maître en l’art de flatterie“), wendet sich dann aber schnell einem anderen Thema zu: Sie will die Mörder ihrer Schwester Gailswintha bestraft sehen und verlangt dazu die Unterstützung ihres Hofstaats. Bei den Beschuldigten handelt es sich um König und Königin von Neustrien: Hilpéric (Halbbruder ihres verstorbenen ersten Mannes Sigibert und Gailswinthas Ehemann) sowie dessen einstige Mätresse und jetzige Gattin Frédégonde. Die Anwesenden versprechen ihre Hilfe, und die Feier kann beginnen.
Szene 3. Stimmen im Hintergrund schlagen Alarm (Chor: „Alerte! Alerte!“). Wachen berichten, dass die Neustrier durch die Hilfe des Verräters Sigoald in Paris eingedrungen seien. Die Anwesenden formieren sich schützend um Brunhilda. Wenig später erscheinen Hilpéric und Frédégonde in königlichem Ornat sowie Hilpérics Sohn Mérowig.

Hilpéric krönt Frédégonde mit Brunhildas Tiara (I:4).
Paul Steck, 1895

Szene 4. Der siegreiche Hilpéric versichert Brunhilda scheinheilig, dass er sie respektvoll behandeln werde. Brunhilda findet jedoch bereits sein Eindringen in ihren Palast und seinen Auftritt mit der Mörderin und Dirne Frédégonde empörend. Diese fordert ihren Mann hochmütig auf, Brunhildas Gefühle zu ignorieren. Hilpéric verkündet, dass er von nun an selbst als König über Austrasien herrschen werde. Brunhilda dürfe ihren Titel behalten, müsse aber auf jegliche Macht verzichten. Sie müsse ihr Leben von nun an im Kloster in Rouen verbringen. Mérowig werde sie dorthin geleiten. Frédégonde verlangt die prächtige Tiara Brunhildas, die ihr in einer für letztere demütigenden Prozedur übergeben wird. Die übrigen Reichtümer des Palasts überlässt Hilpéric den anwesenden Neustriern zur Plünderung. Mérowig betrachtet die Szene nachdenklich.

### Zweiter Akt
Die bis an die Seine reichenden Gärten des Palais-des-Thermes; die Île von Paris; links bewaldete Hügel mit verfallenen Gebäuden; dazwischen Villen
Szene 1. Mérowig beobachtet die zwischen den Bäumen wandernde Brunhilda. Er fühlt sich zu ihr hingezogen (Air Mérowig: „Son front porte le poids d’une sombre pensée“). Als er sie sanft anspricht, dankt sie ihm dafür, ihre Gefangenschaft erträglich gemacht zu haben (Duett Mérowig/Brunhilda).
Szene 2. Ein Diener informiert Mérowig darüber, dass Landéric, ein von seinem Vater gesandter Leude, ihn sprechen wolle. Landéric überreicht Mérowig einen Brief, in dem sein Vater ihn drängt, Brunhilda endlich nach Rouen zu bringen. Mérowig verspricht, noch am selben Tag abzureisen.
Szene 3. Mérowig versichert Brunhilda, dass er den Auftrag nur äußerst ungern ausführe, aber den Zorn des Königs fürchte (Fortsetzung des Duetts). Sie erinnert ihn daran, dass Frédégonde sie zutiefst hasse und es ihr ein Leichtes sein werde, sie im Kloster töten zu lassen. Auch Mérowig fürchtet seine Stiefmutter, die ihn ohne Skrupel beseitigen würde, um ihre eigenen Söhne auf den Thron zu bringen. In einem leidenschaftlichen Ausbruch erklärt er Brunhilda seine Liebe, die diese erwidert. Beide würden am liebsten fliehen.

### Dritter Akt
Dorfeingang unweit von Rouen; hinter blühenden Apfelbäumen einige Häuser; rechts der Vorbau einer grob gezimmerten Kirche; davor das Lager der Leudes und austrasischen Soldaten; links die Umgrenzung des Parks einer Villa; im Hintergrund bewaldete Hügel rund um das Tal der Seine
Szene 1. Austrasische und neustrische Leudes vertreiben sich die Zeit im Gespräch, mit Spiel oder dem Polieren ihrer Waffen. Sie alle verachten die Herrschaft Hilpérics, wünschen sich Mérowig als König und Brunhilda als Königin und warten auf die Entscheidungsschlacht (Chor). Man tanzt. Im Hintergrund erscheint der Dichter Fortunatus in schlichter Kleidung. Zwei Geistliche folgen ihm und betreten auf seinen Wink die Kirche.
Szene 2. Fortunatus teilt den austrasischen Leudes mit, dass er in das Kloster von Rouen eintreten wolle, um dort nach seinen vielen Reisen zur Ruhe zu kommen (Fortunatus: „Amis, j’ai tant couru le monde“). Mérowig und Brunhilda treffen mit ihrem Gefolge ein. Dorfbewohner versammeln sich. Fortunatus verbeugt sich vor dem Paar.
Szene 3. Fortunatus teilt Mérowig und Brunhilda mit, dass Bischof Prétextat in Kürze eintreffen werde. Brunhilda geht davon aus, dass ihm die beiden Armeen ausreichend Schutz bieten (Air Brunhilda: „Que craindrait-il“). Da die Schlacht erst für den nächsten Tag erwartet wird, können sie heute noch feiern. Prétextat trifft ein und wird von Mérowig respektvoll begrüßt.
Szene 4. Prétextat weist Mérowig darauf hin, dass er mit der Hochzeit den Willen seines Vaters, des Königs, missachte und zudem offenbar die Waffen gegen ihn erhebe (Arioso Prétextat: „O toi que j’ai tenu sur les fonts de baptème“). Mérowig entgegnet, dass er nicht gegen seinen Vater kämpfen wolle, sondern gegen Frédégonde, die seinen Arm lenke. Seine und Brunhildas Liebe sei von der Art, die der Himmel vergebe. Nach einer kurzen Warnung erklärt sich Prétextat einverstanden, sie zu vermählen. Sie betreten zusammen mit den Edelleuten die Kirche, wo die Zeremonie stattfindet (Marche religieuse – Kinderchor: „Pange, lingua, gloriosi“). Plötzlich sind hinter den Hügeln Alarmfeuer zu sehen. Die von Landéric geführte neustrische Armee ist auf dem Vormarsch. Dennoch bleibt Zeit für das Hochzeitsfest.

### Vierter Akt

Hilpéric schwört Frédégonde, seinen Sohn zu strafen (IV:1). A. Parys, 1895

Beim König im Palais-des-Thermes; ein Teil des Saals vom ersten Akt mit dem Königsthron an anderer Stelle
Szene 1. Frédégonde versichert dem in tiefes Grübeln versunkenen Hilpéric (Cantabile Hilpéric: „O Frédégonde, O ma beauté“ – Grand duo), dass er vom gesamten Volk bejubelt werde und alle seinen verräterischen Sohn verachten. Dieser ist nach seiner Niederlage in der Schlacht nach Saint-Martin geflohen. Für Hilpéric würde es ausreichen, wenn er dort seine Taten beklagen würde. Frédégonde jedoch beharrt auf einer schweren Strafe. Sie könnte es nicht ertragen, wenn Mérowig einst Nachfolger seines Vaters auf dem Thron würde und ihre eigenen Söhne in Verachtung leben müssten. Hilpéric muss schwören, seinen Sohn von der Thronfolge auszuschließen und für immer in ein Kloster zu verbannen.

### Fünfter Akt
Das Asyl der Kirche von Saint-Martin, dessen Grenze eine grob gehauene Statue des Heiligen in der Bühnenmitte angibt; auf derselben Seite Gebäude der Kirche und der Flüchtlinge; dazwischen kleine Gärten, die im Hintergrund bis zur Kirche, einer Basilika aus Holz, führen; im Hintergrund die Dächer von Rouen
Szene 1. Der als Mönch gekleidete Fortunatus kümmert sich um den Garten. Als er Mérowig und Brunhilda kommen sieht, zieht er sich für einen Moment zurück. Die beiden genießen den Frieden dieses Orts. Dabei überschreiten sie versehentlich die Grenze. Fortunatus eilt herbei, um sie zu warnen (Terzett).
Szene 2. Bischof Prétextat teilt Mérowig mit, dass sein Vater Friedensgespräche mit ihm führen wolle und vor der Kirche auf ihn warte (Prétextat: „Le Roi modérant sa colère“). Mérowig und Brunhilda machen sich auf den Weg dorthin, während Prétextat im Gebet zurückbleibt. Frédégonde erscheint mit kleinem Gefolge und nähert sich langsam.
Szene 3. Frédégonde ermahnt Prétextat, ihre Gunst nicht zu verspielen (Frédégonde: „Évêque, je te sais l’ami de ces rebelles“). Alle anderen hätten ihr bereits Treue geschworen. Der Bischof entgegnet, dass er niemandes Feind sei, aber Gott noch höher stehe als sie oder der König. Mit mühsam unterdrücktem Ärger fragt sie Prétextat, ob sich Mérowig hier befinde. Der bejaht dies und weist darauf hin, dass das Kirchenasyl heilig und unverletzlich sei.
Szene 4. Frédégonde ist sich sicher, dass er das Asyl verlassen wird, um ins Kloster und in den Tod zu gehen (Frédégonde: „Oui, pour lui le cloître“). Der König trifft mit seinem Gefolge ein und wird von Mérowig, Brunhilda, Fortunatus und Prétextat empfangen.

Der Tod Mérowigs (V:5).
Albert Bellenger, 1895

Szene 5. Hilpéric fordert seinen Sohn auf, das Asyl zu verlassen und sich in seine Hände zu ergeben (Hilpéric: „Je te veux épargner toute parole amère“). Mérowig zögert mit einem Seitenblick auf Frédégonde, und Brunhilda warnt ihn einer möglichen Falle. Obwohl Hilpéric nur vage verspricht, dass er ausschließlich auf Gottes Wort hören werde, überschreitet Mérowig die Sicherheitslinie und unterwirft sich seinem Vater. Hilpéric will seinen Sohn nicht hinrichten lassen. Er bittet die Bischöfe und Doktoren seines Gefolges um Rat, ob er ihm vergeben oder ihn ins Kloster schicken soll (Hilpéric: „Evêques et docteurs de vous en ce moment“). Frédégonde setzt diese unter Druck, ihren eigenen Wünschen zu folgen. Als erster äußert sich Prétextat. Er rät zur Vergebung. Die anderen jedoch verlangen Mérowigs Verbannung im Kloster. Damit ist das Urteil gefallen. Auch eine eindringliche Rede Prétextats, der die Ankläger unter den Kirchenbann stellt, kann es nicht mehr ändern. Mérowig und Brunhilda flehen vergeblich um Gnade. Als Frédégonde sie abführen lassen will, ruft Mérowig aus, sie habe ihm seinen Vater, seine Liebe und seine Freiheit genommen (Mérowig: „Marâtre, tu m’as pris mon père“). Er ersticht sich mit seinem Kriegsmesser und stirbt in Brunhildas Armen. Frédégonde triumphiert.

## Werkgeschichte
Das Libretto zu dieser ursprünglich als sechsaktiges „Drame lyrique“ mit dem Titel Brunhilda konzipierten Oper stammt von Louis Gallet. Es behandelt eine Episode über den Merowingischen Bruderkrieg aus den Récits des temps mérovingiens (deutsch: Erzählungen aus den merowingischen Zeiten oder Könige und Königinnen der Merowinger) von Augustin Thierry. Gallet bot es zuerst dem Komponisten Camille Saint-Saëns zur Vertonung an, der jedoch aus gesundheitlichen Gründen ablehnte und es seinem Freund Ernest Guiraud überließ. Da dieser zum Zeitpunkt seines Todes am 6. Mai 1892 erst drei Akte im Particell fertiggestellt hatte, übernahm Saint-Saëns die Komposition der beiden Schlussakte (wodurch sich nun eine fünfaktige Struktur ergab) und ergänzte das einleitende Vorspiel und das Ballett am Ende des dritten Akts. Die Instrumentierung der ersten drei Akte nahm Guirauds Schüler Paul Dukas vor. Das Werk war am 13. September 1895 vollendet. Um eine Verwechslung mit Wagners Ring des Nibelungen zu vermeiden, nannte man es nun Frédégonde.
Die Uraufführung fand am 18. Dezember 1895 an der Pariser Oper statt. Der Klavierauszug von 1895 nennt die Gesangssolisten Lucienne Bréval (Brunhilda), Meyrianne Héglon (Frédégonde), Albert Alvarez (Mérowig), Maurice Renaud (Hilpéric), René Fournets (Prétextat), Albert Vaguet (Fortunatus), M. Ballard (Landéric), MM. Euzet, Denoyé, Palianti und Cancelier (Goten) sowie M. Lacome (Diener). Die Rolle der Brunhilda wurde allerdings nach der Kostümprobe vom 14. Dezember umbesetzt und bei der Uraufführung von Marie Lafargue übernommen. Die musikalische Leitung hatte Paul Taffanel. Regie führten Alexandre Lapissida und Georges Coleuille. Die Ausstattung stammte von Philippe Chaperon und seinem Sohn Émile Chaperon (erster Akt), Eugène Carpezat (zweiter Akt), Marcel Jambon (dritter Akt, Pitou zufolge zusammen mit Alexandre Bailly) und M. Amable (vierter und fünfter Akt). Die Kostüme entwarf Charles Bianchini. Die Choreografie der Divertissements stammte von Joseph Hansen.
Der Erfolg der Produktion war nur mäßig. Vermutlich entsprach der militärische Tonfall der von Guiraud vertonten ersten drei Akte nicht dem Geschmack des Publikums. Die Musik der anderen beiden Akte gefiel zwar besser, doch wirkte das Werk dadurch uneinheitlich. Für die Zuschauer war zudem unklar, welcher der beiden Parteien der Neustrier oder Austrasier ihre Zuneigung gelten sollte. Die Oper wurde daher bereits nach der neunten Vorstellung am 14. Februar 1896 wieder abgesetzt.
2017 inszenierte Caroline Blanpied die Oper in Ho-Chi-Minh-Stadt. Der Dirigent war Patrick Souillot.:14
Die deutsche Erstaufführung fand erst am 20. November 2021 im Theater Dortmund in einer Inszenierung von Marie-Ève Signeyrole unter der musikalischen Leitung von Motonori Kobayashi statt. Es sangen Hyona Kim (Frédégonde), Anna Sohn (Brunhilda), Sergey Romanovsky (Mérowig), Mandla Mndebele (Hilpéric), Sungho Kim (Fortunatus), Denis Velev (Prétextat), Demian Matushevskyi (Landéric) und Ian Sidden (Diener). Aufgrund der Maßnahmen gegen die COVID-19-Pandemie musste das Konzept der Produktion angepasst werden. Es entstand eine Kombination aus Opernfilm und vereinfachter Live-Inszenierung vor einer großen Leinwand. Der Chor sang im Parkett. Das reduzierte Publikum fand auf den Rängen Platz. Die Premiere wurde live im Internet übertragen.

## Gestaltung

### Musiknummern
Der Klavierauszug der Oper enthält die folgenden Musiknummern (zusätzliche Angaben des Librettos in eckigen Klammern):
- Prélude

Erster Akt
- Szene 1 - Chor: „Brunhilda va venir“
  - Fortunatus: „Jamais souveraine ni femme“
- Pantomime [Auftritt Brunhildas, im Libretto als Szene 2 bezeichnet]
  - [Fortunatus, Chor:] „Hommage à Brunhilda“
  - [Fortunatus] (Stanzen): „L’amour a dit à sa mère“
- Szene 2 – Brunhilda: „Fortunatus est maître en l’art de flatterie“
- Szene 3 – Chor: „Alerte! Alerte!“
- Szene 4 – Quartett (Hilpéric, Frédégonde, Brunhilda, Mérowig)

Zweiter Akt
- Introduction
- Szene 1 – Air (Mérowig): „Son front porte le poids d’une sombre pensée“
  - Duett (Mérowig, Brunhilda)
- Szene 2 – Mérowig, Landéric
- Szene 3 – Fortsetzung des Duetts (Mérowig, Brunhilda)

Dritter Akt
- Introduction
- Szene 1 – Chor
- Szene 2 – Fortunatus: „Amis, j’ai tant couru le monde“
- Szene 3 – Air (Brunhilda): „Que craindrait-il“
- Szene 4 – Arioso (Prétextat): „O toi que j’ai tenu sur les fonts de baptème“
  - Marche religieuse
  - Stimmen der Kinder in der Kirche und Chor
  - Hymne guerrier (Mérowig und Chor)
  - Airs de Ballet Nr. 1–3

Vierter Akt
- Szene 1 – Cantabile (Hilpéric): „O Frédégonde, O ma beauté“
  - Grand duo (Hilpéric, Frédégonde)

Fünfter Akt
- Szene 1 – Terzett (Fortunatus, Brunhilda, Mérowig)
- Szene 2 – Prétextat: „Le Roi modérant sa colère“
- Szene 3 – Frédégonde: „Évêque, je te sais l’ami de ces rebelles“
- Szene 4 – Frédégonde: „Oui, pour lui le cloître“
  - Marche
- Szene 5 – Hilpéric: „Je te veux épargner toute parole amère“
  - Hilpéric: „Evêques et docteurs de vous en ce moment“
  - Mérowig: „Marâtre, tu m’as pris mon père“

### Musik
Formal orientiert sich das Werk sowohl an der Tragédie lyrique als auch an der Grand opéra. Die Musik lässt die Beschäftigung Guirauds mit Richard Wagner erkennen.:13 An die Grand opéra gemahnen beispielsweise die patriotischen Chöre, Choräle, Blechbläser-Fanfaren und stimmungsvollen Holzbläser-Soli. Die Musik ist im Wesentlichen durchkomponiert, verzichtet aber nicht auf geschlossene Formen wie Arien. Wagnerianisch erscheinen auch die „ewigen Melodien“, die Chromatik oder das mit dem Liebesduett aus Tristan und Isolde vergleichbare große Duett des Liebespaares Mérowig/Brunhilda. Die Musik wirkt dennoch typisch französisch. Peter Krause beschrieb sie in seiner Rezension in Concerti mit diesen Worten: „Die pastelltönende Partitur plätschert meist edel dahin und sie weist geradewegs auf den Impressionismus voraus.“
Die unterschiedlichen Stile der beiden Komponisten Guiraud (Akte 1–3) und Saint-Saëns (Akte 4–5) lassen sich vor allem in der Behandlung des dramatischen Rahmens feststellen. Während in den ersten Akten eine stetige Spannung vorherrscht, legte Saint-Saëns größeren Wert auf die Details.

## Aufnahmen
- 20. November 2021 – Gabriel Feltz (Dirigent), Marie-Ève Signeyrole (Regie), Fabien Teigné (Bühne), Yashi (Kostüme), Florian Franzen (Licht),  Julie Compans (Choreografie), Dortmunder Philharmoniker, Chor der Oper Dortmund.
 Anna Sohn (Brunhilda), Hyona Kim (Frédégonde), Sergey Romanovsky (Mérowig), Mandla Mndebele (Hilpéric), Denis Velev (Prétextat), Sungho Kim (Fortunatus), Demian Matushevskyi (Landéric), Ian Sidden (Diener).
 Live-Stream im Internet.[9]

## Digitalisate
- Frédégonde: Noten und Audiodateien im International Music Score Library Project
- Alfred Bachelet: Klavierauszug, Paris 1895. Digitalisat bei Gallica
- Camille Saint-Saëns: Souvenirs de Frédégonde für Violoncello und Klaver, Paris 1896. Digitalisat bei Gallica